# Baxter (Minnesota)
Baxter is een plaats (city) in de Amerikaanse staat Minnesota, en valt bestuurlijk gezien onder Crow Wing County.

## Demografie
Bij de volkstelling in 2000 werd het aantal inwoners vastgesteld op 5555.
In 2006 is het aantal inwoners door het United States Census Bureau geschat op 7885, een stijging van 2330 (41,9%).

## Geografie
Volgens het United States Census Bureau beslaat de plaats een oppervlakte van
51,0 km², waarvan 44,9 km² land en 6,1 km² water. Baxter ligt op ongeveer 368 m boven zeeniveau.

## Plaatsen in de nabije omgeving
De onderstaande figuur toont nabijgelegen plaatsen in een straal van 20 km rond Baxter.